# Angelito de Canal 13
El angelito de Canal 13 fue la mascota de la Corporación de Televisión de la Pontificia Universidad Católica de Chile, conocida como Canal 13, entre 1972 y el 17 de enero de 1999.

## Historia
Enrique «Puma» Bustamante, uno de los pocos animadores en Chile a principios de la década de 1970, diseñó el Angelito de Canal 13 en colaboración con Nelson Cuadros, guionista, en 1971. Bustamante explicó en una entrevista de 1972 con La Nación que la inspiración para el personaje surgió después de que ordenó a sus hijos pequeños que se acostaran para dejarlos trabajar a él y a Cuadros. Sin embargo, fueron interrumpidos continuamente por su hijo menor, Christian. Después de entrar y salir repetidamente de la sala donde estaban trabajando, Christian finalmente se fue a dormir:
Y, de repente, [Bustamante] notó el silencio. Fue en ese momento cuando le dijo a su compañero: «¿Qué está haciendo el angelito ahora?». ... Apenas terminó la frase cuando ambos se palmearon la frente: el angelito, este era el personaje que buscaban.
El angelito debutó ese mismo año como parte de la campaña de expansión nacional de la cadena. Posteriormente se agregaron otros personajes de ángeles. Para el inicio de las transmisiones diarias de Canal 13 se utilizaba una secuencia animada con los angelitos: representaba a un grupo de ellos como el personal detrás de escena del canal, entre los cuales un elefante rosa emergía de una caja para realizar un baile. La secuencia culminaba con Sergio Silva anunciando el inicio de la jornada de transmisión a través de una grabación del Himno del Club Deportivo Universidad Católica.
En 1975 y 1976, sirvieron para presentar el noticiero vespertino Teletrece. Durante la década de 1980, los angelitos se hicieron muy populares en una secuencia animada diaria titulada Hasta mañana, que marcó el final de la programación infantil de Canal 13 e instó a los niños a irse a la cama.
Como resultado de la popularidad de los angelitos, a menudo se hacía referencia al Canal 13 informalmente como «el canal del angelito», término que persistió incluso después de que la red dejó de utilizar los personajes y la Pontificia Universidad Católica de Chile renunció a su propiedad mayoritaria.
Los angelitos fueron retirados el 17 de enero de 1999 como parte de los esfuerzos de Canal 13 por rehacer su imagen corporativa.